# Monteagle (Tennessee)
Monteagle es un pueblo ubicado en los condados de Grundy, Marion y Franklin en el estado estadounidense de Tennessee. En el Censo de 2010 tenía una población de 1.192 habitantes y una densidad poblacional de 53,57 personas por km².

## Geografía
Monteagle se encuentra ubicado en las coordenadas 35°13′57″N 85°53′3″O / 35.23250, -85.88417. Según la Oficina del Censo de los Estados Unidos, Monteagle tiene una superficie total de 22.25 km², de la cual 22.14 km² corresponden a tierra firme y (0.49%) 0.11 km² es agua.

## Demografía
Según el censo de 2010, había 1.192 personas residiendo en Monteagle. La densidad de población era de 53,57 hab./km². De los 1.192 habitantes, Monteagle estaba compuesto por el 94.55% blancos, el 2.35% eran afroamericanos, el 0.42% eran amerindios, el 1.43% eran asiáticos, el 0% eran isleños del Pacífico, el 0% eran de otras razas y el 1.26% pertenecían a dos o más razas. Del total de la población el 0.25% eran hispanos o latinos de cualquier raza.